# Eumenes II
Eumenes II Filadelfos Soter (ur. ?, zm. 159 p.n.e.) – król (basileus) Pergamonu panujący od 197 p.n.e., z dynastii Attalidów, syn Attalosa I Sotera, brat Attalosa II Filadelfosa, ojciec Attalosa III Filometora i Aristonikosa.

## Rządy

### Wojna z Syrią Antiocha III
Wraz z tronem odziedziczył po ojcu przyjaźń Rzymu, szczególnie cenną w obliczu konfrontacji z Antiochem III Wielkim. Władca Syrii, nie chcąc drażnić Rzymian, w pierwszej fazie działań omijał posiadłości Eumenesa na terenie Anatolii, kiedy jednak konflikt z Rzymem przerodził się w otwartą wojnę, a Eumenes przyłączył się ze swoją flotą do Rzymian, Antioch Wielki wykorzystując nieobecność Eumenesa wtargnął do jego królestwa, zmuszając go do pośpiesznego powrotu. Antioch zajął nabytki zmarłego Attalosa I, pozostawiając Eumenesowi tylko pierwotne terytorium Pergamonu. W 189 p.n.e. Eumenes walnie się przyczynił do klęski Antiocha Wielkiego pod Magnezją, uderzając na czele swej jazdy na prawe skrzydło armii syryjskiej. Rzymianie, nie gotowi jeszcze do bezpośredniego zarządzania w Azji Mniejszej, sowicie wynagrodzili swego sprzymierzeńca – w wyniku zawartego w 188 p.n.e. pokoju w Apamei Eumenes otrzymał Chersonez Tracki, Frygię, Myzję, Lidię, Likaonię, Pizydię i Pamfilię, a także Efez, lecz ten został przez Attalidów uznany miastem wolnym. W 189 p.n.e., za namową Eumenesa, konsul rzymski Gnejusz Manliusz Wulson spacyfikował Galatów, a spustoszony kraj również przejął w swe władanie Eumenes. Pergamoński władca rozszerzył również swoją strefę wpływów na Armenię, która uniezależniła się (pod wodzą Artaksiasa) od Seleukidów po bitwie pod Magnezją, oraz na Kapadocję. Dzięki tym nabytkom i rozszerzeniu swoich wpływów Pergamon stał się najpotężniejszym królestwem w Azji Mniejszej, aczkolwiek zależnym od Rzymu.

### Wojny z Bitynią i Pontem
Senat rzymski z narastającą uwagą śledził samodzielne poczynania swego sojusznika w Azji Mniejszej, m.in. kampanię na granicy północnej przeciw Bitynii i w wojnie przeciw królowi Pontu, Farnakesowi I w 183–179 p.n.e. Wprawdzie Eumenes oddał rozstrzygnięcie tego sporu w ręce Rzymian: ...ale nie omieszkał pokazać im, że sam przez się potrafi Farnakesowi stawić opór i pobić go w regularnej bitwie, jak opisywał to Polibiusz w swoich „Dziejach”. Stąd poselstwo rzymskie nie tyle pomagało mu, co raczej krępowało.

### Wojna z Macedonią i Galatami. Konflikt z Rzymem
Eumenes parł konsekwentnie do wojny z Macedonią. W tej też sprawie udał się do Rzymu, gdzie na forum senatu wytoczył ciężkie oskarżenia przeciw Perseuszowi, ale dopiero zamach na jego życie, który miał miejsce w pobliżu Delf w czasie powrotu do Pergamonu, powszechnie przypisywany władcy macedońskiemu, dał Rzymowi pretekst do rozpętania tzw. III wojny macedońskiej (171–168 p.n.e.).
Eumenes po klęsce Perseusza pod Pydną i narzuceniu przez Rzym swej hegemonii Macedonii i Grecji, mimo swego wielkiego wkładu w to zwycięstwo, był podejrzewany o tajne układy z Perseuszem i tracił łaski Rzymian. Stał się bowiem, wobec rosnącej potęgi Rzymian na Wschodzie, coraz mniej potrzebny, a z drugiej strony nazbyt samodzielny i silny.
Postawa Rzymu w stosunku do niedawnego sojusznika uwidoczniła się doskonale, kiedy Pergamon najechali Galatowie. Wówczas to Eumenes wysłał swojego brata Attalosa (późniejszego Attalosa II Filadelfosa), który miał złożyć gratulacje z powodu zwycięstwa Rzymu nad Perseuszem i prosić o pomoc w nowej sytuacji. Został on serdecznie powitany w Rzymie i doradzono mu, by sam został królem, zastępując na tronie brata. Zaniepokojony obrotem sprawy Eumenes II osobiście udał się do Italii, lecz nie został dopuszczony do Rzymu i senatu, gdyż specjalna uchwała senatu rzymskiego uniemożliwiła mu wstąpienie w bramy stolicy dotychczas sojuszniczego państwa. Eumenes zdołał jednak własnymi siłami pokonać Galatów w latach 168–167 p.n.e. i zmusić ich do zawarcia pokoju, Rzymianie zaś, aby osłabić jego sukces, natychmiast ogłosili autonomię Galatów. Dobre stosunki z Rzymianami udało się nawiązać dopiero Attalosowi II Filadelfosowi po objęciu przez niego tronu po śmierci brata.

## Eumenes II a kultura i sztuka grecka
Eumenes zasłynął jako budowniczy i mecenas sztuki. Ze swojej stolicy, miasta Pergamon uczynił jedną z najpiękniejszych stolic hellenistycznych, powiększył czterokrotnie powierzchnię miasta (do 100 ha) i otoczył je nowym murem obronnym. Za jego panowania powstała większość budowli na akropolu ze świętym okręgiem Zeusa i jego monumentalnym ołtarzem wzniesionym po zwycięstwie nad Galatami, tzw. wielkim wotum dziękczynnym Attalidów, Ołtarzem Pergamońskim. Biblioteka Pergamońska zawdzięczała Eumenesowi miano najsłynniejszej, po Aleksandryjskiej, biblioteki w świecie hellenistycznym. Za jego rządów sporządzono m.in. katalog biblioteki. Pracowali w niej tak znakomici uczeni jak Krates z Mallos, Artemon z Kasandrei i Telefos z Pergamonu. Na czas panowania Eumenesa przypadają ograniczenia, jakie wprowadził Ptolemeusz V Epifanes w eksporcie papirusu, którego jedynym producentem był Egipt, co zmusiło bibliotekarzy do przepisywania książek również na skórze (stąd nazwa pergamin).
Podobnie jak wielu innych władców hellenistycznych, Eumenes II fundował budowle również w Grecji właściwej. Należy do nich wielki portyk (mający 161,8 m długości) postawiony u południowego podnóża ateńskiego Akropolu i łączący się z teatrem Dionizosa.

## Bilans rządów Eumenesa II według Polibiusza
Jak pisał Polibiusz w „Dziejach”: Król Eumenes słabego był zdrowia i siły fizyczne mu nie dopisywały, ale za to wspaniale się trzymał dzięki sile ducha, ... objął on po ojcu królestwo ścieśnione do bardzo niewielu i lichych mieścin, a uczynił zeń potęgę rywalizującą z największymi ówczesnymi mocarstwami.